# ناشط حقوقي
النشاط الحقوقي هو عمل يقوم به فرد أو عدة أفراد يمكن أن يوصف بأنه يعمل لإحداث تغيير  سياسي، اجتماعي واقتصادي وإضفاء قيم العدالة والرفهاية للمجتمع الذي يجري فيه النشاط. وهذا الإجراء قد يلاقي دعم أو معارضة من جانب واحد في كثير من الأحيان. غالبًا ما تكون كلمة «نشاط حقوقي» كلمة ذات عدة معاني لو اقترنت بمجال النشاط فالنشاط الاقتصادي -مثل المقاطعة- فهناك المسيرات،  المدونات ثم الإضرابات عن العمل والإضراب عن الطعام وأشكال مختلفة أخرى. بشكل عام فالناشط الحقوقي هو أي شخص يعمل في مجال حقوق الإنسان سواء بشكل فردي أو جماعي للدفاع عن القضايا الاجتماعية وحماية الإنسان من الانتهاكات التي قد يتعرض لها بأي شكل يُخالف القوانين الدولية.

## الإعلان الخاص بالناشطين الحقوقيين
إعلان وثيقة الأمم المتحدة المعترف به عالمياً والذي يحمي الحريات الأساسية لحقوق الناشطين الحقوقيين من الأفراد والجماعات وهيئات المجتمع المدني (A / RES / 53/144) في 9 ديسمبر من عام 1998 المعروف باسم الإعلان المتعلق بحق ومسؤولية الأفراد والجماعات وهيئات المجتمع في تعزيز وحماية حقوق الإنسان والحريات الأساسية المعترف بها عالميا. يمثل هذا الإعلان إنجازاً مهما من أجل الكفاح لتوفير حماية أفضل للمعرضين للخطر في تنفيذ أنشطة مشروعة لحقوق الإنسان وهو أول صك من الأمم المتحدة يعترف بأهمية وشرعية عمل الناشطين الحقوقيين. ويُعتبر الإعلان ضمن المعايير الدولية التي تحمي الناشطين الحقوقيين في جميع أنحاء العالم. وهي تعترف بشرعية نشاط حقوق الإنسان والحاجة إلى حماية الأنشطة الحقوقية. وبموجب الإعلان، فإن المدافعين عن حقوق الإنسان هو أي شخص يعمل من أجل تعزيز حقوق الإنسان وحمايتها. ويشمل هذا التعريف الواسع، كل الناشطين المهنيين وغير المهنيين في مجال حقوق الإنسان وأيضاً المتطوعين والصحفيين والمحامين أو أي شخص آخر.
ويحدد الإعلان الحقوق القائمة بطريقة تجعل من الأسهل تطبيقها على الناشطين الحقوقيين. وهي تحدد كيفية تطبيق الحقوق الواردة في الصكوك الرئيسية لحقوق الإنسان، بما في ذلك الحق في حرية التعبير وتكوين الجمعيات والمنظمات. وتشمل الحقوق المحمية بموجب الإعلان الحق في تطوير ومناقشة أفكار جديدة في مجال حقوق الإنسان والدعوة إلى قبولها؛ والحق في انتقاد الهيئات والمؤسسات الحكومية، وتقديم مقترحات لتحسين أدائها؛ والحق في تقديم المساعدة القانونية أو غيرها من المساعدات في الدفاع عن حقوق الإنسان؛ والحق في مراقبة المحاكم القضائية والقانونية؛ والحق في الوصول إلى المنظمات غير الحكومية والمنظمات الحكومية الدولية والاتصال بها دون عوائق؛ أيضاً الحق في الحصول على المعلومات لغرض حماية حقوق الإنسان، بما في ذلك تلقي الأموال من الخارج. وتقع على عاتق الدول مسؤولية تنفيذ جميع أحكام الإعلان واحترامها، ويقع على عاتق الدول واجب حماية الناشطين الحقوقيين من أي عنف أو انتقام أو تهديد نتيجة لعملهم في مجال حقوق الإنسان.

## آليات الحماية
عقب اعتماد الإعلان الخاص بالناشطين الحقوقيين في عام 1998، تم اتخاذ عدد من المبادرات، على المستوى الدولي والإقليمي، لزيادة حماية الحقوقيين لتنفيذ هذا الإعلان بشكله الكامل. وفي هذا السياق، تم اعتماد الآليات التالية:
- تفويض الأمم المتحدة بشأن الناشطين الحقوقيين (2000).
- تفويض المقرر الخاص في اللجنة الأفريقية لحقوق الإنسان والشعوب بشأن المدافعين عن حقوق الإنسان (2004).
- وحدة المدافعين عن حقوق الإنسان التابعة ل لجنة البلدان الأمريكية لحقوق الإنسان (2001).
- المبادئ التوجيهية المتعلقة بالاتحاد الأوروبي بشأن المدافعين عن حقوق الإنسان (2004).

في عام 2008، قام مرصد حماية الناشطين الحقوقيين، وهو برنامج مشترك بين الاتحاد الدولي لحقوق الإنسان والمنظمة العالمية لمناهضة التعذيب بمبادرة جمع أوائل الناشطين الحقوقيين لأول مرة 'المؤسسين داخل الأمم المتحدة، واللجنة الأفريقية لحقوق الإنسان والشعوب، لجنة البلدان الأمريكية لحقوق الإنسان، مجلس أوروبا، منظمة الأمن والتعاون في أوروبا ثم الاتحاد الأوروبي لإيجاد سبل تعزيز التنسيق والتكامل فيما بينها، ومع المنظمات غير الحكومية في العالم.
وفي عام 2010، أنشئ موقع إلكتروني يضم جميع المعلومات العامة ذات الصلة بمختلف أنشطة حقوق الإنسان يستهدف الناشطين الحقوقيين من أجل زیادة وضوح الوثائق التي تنتجھا التقنيات الحديثة- والنشرات الصحفیة والدراسات والتقاریر والکشوف وغير ذلك، فضلا عن أنشطتهم (زیارات الدول، تحديث المؤسسات، وتجارب سابقة).

## جوائز للناشطين الحقوقيين
- جائزة الأمم المتحدة في مجال حقوق الإنسان في عام 1998م.
- جائزة مارتن إينالز، بالتعاون مع المنظمات غير الحكومية المعنية بحقوق الإنسان. كان Martin Ennals مدافعا عن حقوق الإنسان وأمين عام ل منظمة العفو الدولية، وتقع أمانتها في مكتب جنيف[5]، يمنح الجائزة مارتن ما لا يقل عن 20 ألف فرنك سويسري / حوالي 20 ألف دولار أمريكي / لاستخدامها في تطوير عمل حقوق الإنسان.
- جائزة هيومن رايتس ووتش لحقوق الإنسان وتعتبر أعلى جائزة.
- جائزة سيمون دي بوفوار هي جائزة حقوق إنسان عالمية، أسست سنة 2008.[6]
- جائزة سفير الضمير المرموقة من منظمة العفو الدولية لدعم حقوق الإنسان منذ سنة 2003.
- جائزة آنا بوليتكوفسكايا وتمنح الجائزة للمدافعات عن حقوق الإنسان في مناطق الحروب والنزاع. تأسست الجائزة سنة 2007.